# أحمد المبارك
أحمد المبارك
لاعب نادي العدالة سابقاً من مدينة الحليلة في الاحساء أنتقل لنادي النصر موسم 2006.
يلعب في خانة الوسط الايسر . سبق أن مثل المنتخب الأولمبي السعودي.
صنفه الكابتن ماجد عبد الله والاعلامي محمد الدويش على أنه أفضل لاعب نصراوي موسم 2007
و في ذلك الموسم شبهته جماهير النصر بالكابتن فهد الهريفي
سجل وصنع العديد من الاهداف في الدوري السعودي وبطولة وبطولة الخليج وبطولة ابطال العرب
انتقل إلى نادي الاتفاق السعودية في فترة الانتقالات الشتوية لموسم 2010-2011 ووقع على عقد لمدة اربع سنوات بعد لعب مع نادي الخليج لمدة موسم وبعدها مع نادي النجوم .

## روابط خارجية
- أحمد المبارك على موقع Soccerway.com (الإنجليزية)
- أحمد المبارك على موقع كووورة